# Cyphia phillipsii
Cyphia phillipsii är en klockväxtart som beskrevs av Franz Elfried Wimmer. Cyphia phillipsii ingår i släktet Cyphia, och familjen klockväxter. Inga underarter finns listade i Catalogue of Life.